# Nelly Fišerová
Nelly Fišerová   (23 de juny de 1905 - 1941) va ser una Mestra d'escacs txeca. Va ser una de les participants al Campionat del món d'escacs femení de 1937.
Va viure a Mladá Boleslav, lloc on hi havia un club d'escacs anomenat Rudolf Charousek, i allà Nelly Fišerová es va convertir en una de les principals jugadores d'escacs txecoslovaques. L'any 1937, malgrat la decisió en contra de la Federació d'Escacs de Txecoslovàquia, va participar al Campionat del món femení d'escacs a Estocolm, on va compartir el 6è-7è lloc amb Mona May Karff.
Durant la Segona Guerra Mundial va ser represaliada. El 1941 les autoritats de l'Alemanya nazi van enviar Fišerová a un camp de concentració, on va morir.